# Nilo (divinità)
Nilo (in greco antico: Νεῖλος?, Nêilos)  è un personaggio della mitologia greca e divinità che personificava l'omonimo fiume. Figlio di Oceano e Teti, fu il padre di numerosi figli fra cui Menfi che insieme al re dell'Egitto Epafo diede alla luce Libia e che fu madre dei gemelli Belo e Agenore i quali sposarono due delle figlie dello stesso Nilo e chiamate Anchinoe e Telefassa.
Fra gli altri figli attribuiti a Nilo ci sono Chione (figlia di Calliroe), Busiride e le ninfe Caliadne e Polisso. 